# Polar de terroir
Le polar de terroir, aussi appelé polar régional ou roman policier du terroir, est un sous-genre du roman policier français dont la tendance éditoriale et lectoriale tend à augmenter depuis quelques années. Généralement édité par de petites maisons d'édition régionales, il cherche à valoriser avant tout la région ou le territoire dans lesquels son intrigue est ancrée.

## Une tendance qui progresse
Il est assez difficile de situer précisément la naissance de ce type de roman policier. Les écrivains dépeignent depuis longtemps les lieux qui leur sont chers. Cela dit, depuis une vingtaine d'années se développent un peu partout sur le territoire des maisons d'édition régionales, lesquelles ont choisi pour fonds de commerce des polars parlant de la région dans laquelle ils sont édités. Les éditions Alain Bargain, basées à Quimper, ont été des précurseurs en la matière. La Geste en Nouvelle-Aquitaine, Éditions du Roure en Auvergne-Rhône-Alpes ou encore Cairn dans les Pyrénées, nombreux sont les établissements qui ont suivi cette voie . 
Certains ouvrages, en fonction de leur qualité littéraire, sont tirés à plusieurs milliers d'exemplaires, environ 4000 selon Carl Bargain, actuel directeur des éditions du même nom.

## Succès d'un genre confidentiel
Ces polars locaux restent peu connus hors de leurs territoires. Pourtant, les tirages et les ventes attestent d'un public amateur du genre. La clé de son succès réside dans la proximité. Le lecteur réside à quelques kilomètres du lieu du crime, qu'il soit un local ou un touriste. Le meurtre est plus ludique et amusant lorsqu'il se déroule dans le village d'à côté.
Les auteurs vont donc multiplier les références à des endroits ou des événements connus des locaux, ce qui n'est pas sans procurer un certain plaisir au lecteur. Ces polars d'une autre facture permettent aussi de découvrir autrement la région.
Comme l'écrit Natacha Levet, spécialiste du roman policier, « l'effet de réel est plus ou moins marqué chez les auteurs, mais ils s'accompagnent plus fréquemment, en tout cas chez les auteurs locaux [...] d'une dimension didactique: le déplacement du personnage dans tel ou tel lieu va être l'occasion pour le narrateur d'apporter des précisions historiques, géographiques, sociales, politiques ».
L'engouement du public pour le polar de terroir se retrouve également sur le plan télévisuel, où la série de téléfilms Meurtres à … (diffusée sur France 3, chaîne dédiée aux régions), prône elle aussi la mise en valeur des territoires par le recours aux légendes locales pour élucider le crime,.

## Auteurs principaux
Même si chaque région a ses auteurs, plus ou moins connus, certains écrivains ont acquis une certaine célébrité dans l'exercice du genre. L'auteur de best-seller Michel Bussi s'est d'abord illustré dans le polar de terroir en situant ses intrigues en Normandie. Depuis plusieurs années, Franck Linol, enseignant en Lettres à Limoges, est le « roi du polar en Limousin ». Jean Failler a commencé dès les années 1990 à camper ses histoires en Bretagne avec son personnage récurrent, Mary Lester. Dans le Sud-Ouest, le nom de Guy Rechenmann gagne à être de plus en plus connu avec ses enquêtes se situant dans le Bassin d'Arcachon,, tout comme le fait son compère bordelais Bernard Cazaubon.        